# تيد وايت (لاعب كريكت)
تيد وايت (17 أبريل 1913 في أستراليا - 10 أكتوبر 1999 في أستراليا)  (بالإنجليزية: Ted White)‏ هو لاعب كريكت أسترالي. لعب مع فريق جنوب ويلز الجديد للكريكت ‏.

## وصلات خارجية
- تيد وايت على موقع إي آس بي آن كريك إنفو (الإنجليزية)